# Úštěk
Úštěk (deutsch Auscha) ist eine Stadt im Ústecký kraj in Tschechien.

## Geographische Lage
Die Stadt liegt im nördlichen Böhmen am landschaftlichen Übergang zwischen dem Böhmischen Mittelgebirge und der Daubaer Schweiz. Sie wurde auf einem langgestreckten Sandsteinfelsen erbaut, der sich entlang des Černý potok (Haberbach) von West nach Ost in dessen Mündungsbereich in den Úštěcký potok (Munkerbach) hineinschiebt.

## Geschichte

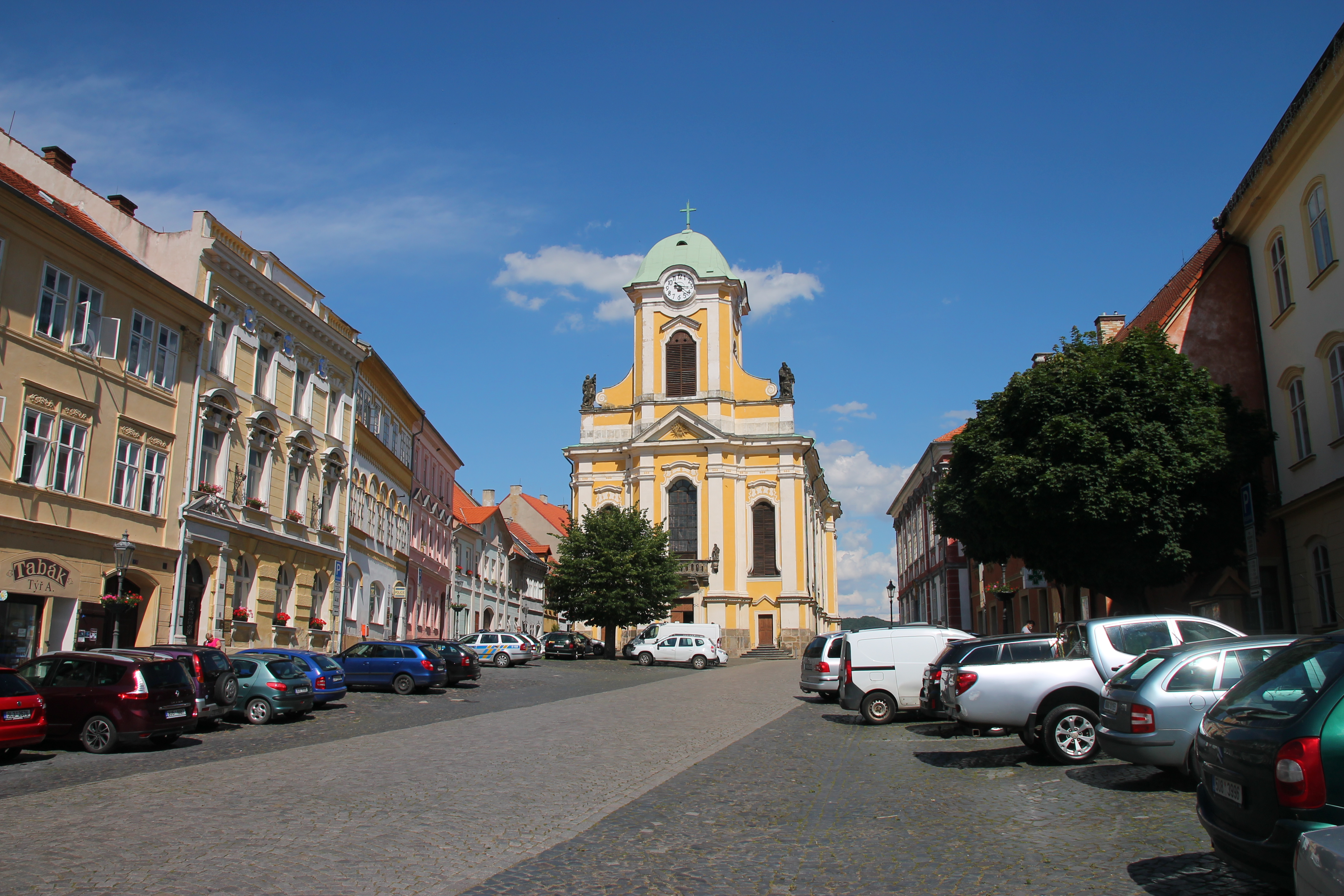
Stadtplatz mit der Kirche Peter und Paul

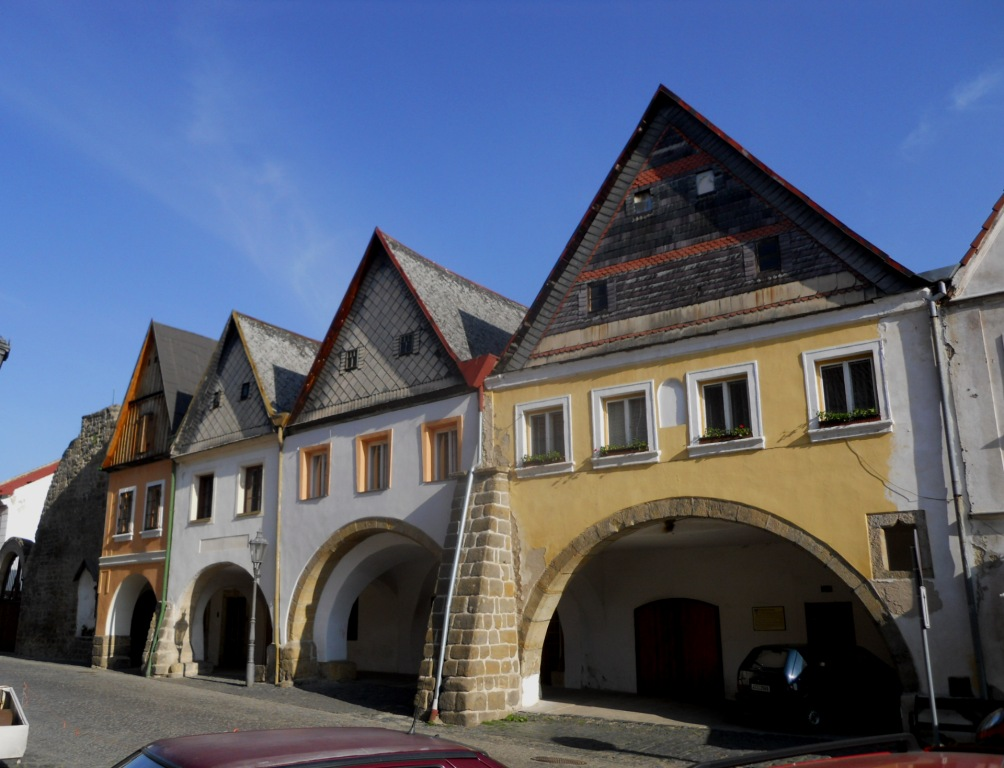
Häuser am Marktplatz

Der Ort wurde in der Mitte des 11. Jahrhunderts gegründet und 1361 zur Stadt erhoben. Die ursprüngliche Herren von Michalovice verpfändeten die Stadt 1387 die Stadt an Berka von Dubá. Die Stadt ging durch zahlreiche kirchliche und weltliche Hände. Auscha ist ein Zentrum des Hopfenanbaus und war ein Zentrum des böhmischen Hopfenhandels. 1885 wurde eine Hopfensignierhalle errichtet und es bestanden mehrere große Hopfenschwelereien. Auf den Auschaer Hopfenmärkten wurde der produzierte Rothopfen gehandelt. Längs durch die Stadt führte die Ärarialstraße von Leitmeritz nach Böhmisch Leipa.
Nach dem Münchner Abkommen gehörte die Stadt von 1938 bis 1945 zum Landkreis Leitmeritz, Regierungsbezirk Aussig, im Reichsgau Sudetenland des Deutschen Reichs.
In den 1960er Jahren wurde nördlich der Stadt das Naherholungszentrum Chmelař angelegt. Durch die Anlegung des künstlichen Teiches wurde das Dorf Zelená Ves (Gründorf) geräumt und überflutet. Im Nordwesten liegt das Massiv des Geltschberges (Sedlo).
In den 22 Ortsteilen wohnen heute insgesamt etwa 2.800 Einwohner. Die wichtigsten Einnahmequellen sind traditionell die Landwirtschaft, die Metallverarbeitung und die Möbelfabrikation. Der Anteil der Textilproduktion sinkt ständig, wobei im Dienstleistungsbereich Zuwächse zu verzeichnen sind. Die Arbeitslosigkeit ist relativ hoch.
Die Stadt diente mehrfach als Kulisse für Spielfilme, darunter Kolya (1996) und Jojo Rabbit (2019).

### Demographie
| Jahr | Einwohner | Anmerkungen                       |
| ---- | --------- | --------------------------------- |
| 1830 | 1496      | in 265 Häusern, darunter 60 Juden |
| 1900 | 2642      | deutsche Einwohner                |
| 1930 | 2244      | [ 6 ]                             |
| 1939 | 2078      | [ 6 ]                             |

| Jahr      | 1970  | 1980  | 1991  | 2001  | 2003  |
| --------- | ----- | ----- | ----- | ----- | ----- |
| Einwohner | 3 187 | 2 981 | 2 703 | 2 662 | 2 664 |

## Gemeindegliederung
Die Stadt Úštěk besteht aus den 24 Ortsteilen:
- Bílý Kostelec (Weißkirchen) mit der Einschicht Pohorsko (Hundorf) und der Wüstung Starosti (Sorge)
- Brusov (Prause)
- Dolní Vysoké (Niederwessig, auch Unterwessig)
- Držovice (Tirschewitz) mit der Einschicht Nový Týn (Neuthein)
- Dubičná (Eicht)
- Habřina (Haber)
- Julčín (Julienau) mit der Einschicht Černcí (Tschims)
- Kalovice (Kalwitz)
- Konojedy (Konojed)
- Lhota (Olhotta)
- Ličenice (Litschnitz)
- Lukov (Luka) mit den Einschichten Lukovsko (Rutte) und Svobodná Ves (Freidorf)
- Ostré (Neuland)
- Rašovice (Raschowitz) mit der Einschicht Krásná Studánka (Schönborn)
- Robeč (Robitsch)
- Rochov (Roche)
- Starý Týn (Altthein)
- Tetčiněves (Tetschendorf)
- Třebín (Trebine)
- Úštěk-České Předměstí (Auscha-Böhmische Vorstadt)
- Úštěk-Českolipské Předměstí (Auscha-Leipaer Vorstadt)
- Úštěk-Vnitřní Město (Auscha-Innenstadt)
- Vědlice (Wedlitz)
- Zelený (Grünwald)

Grundsiedlungseinheiten sind Bílý Kostelec, Brusov, Dolní Vysoké, Držovice, Dubičná, Habřina, Julčín, Kalovice, Konojedy, Lhota, Ličenice, Lukov, Lukovsko, Ostré, Pohorsko, Rašovice, Robeč, Rochov, Starý Týn, Svobodná Ves, Tetčiněves, Úštěk, Vědlice und Zelený.
Das Gemeindegebiet gliedert sich in die Katastralbezirke Bílý Kostelec, Brusov, Dolní Vysoké I, Držovice, Dubičná, Habřina u Úštěku, Kalovice, Konojedy u Úštěku, Lhota u Úštěku, Ličenice, Lukov u Úštěku, Ostré, Rašovice u Kalovic, Robeč, Rochov u Tetčiněvsi, Starý Týn, Tetčiněves, Úštěk und Vědlice.

## Sehenswürdigkeiten

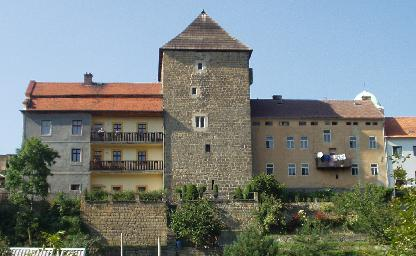
Pikart-Turm

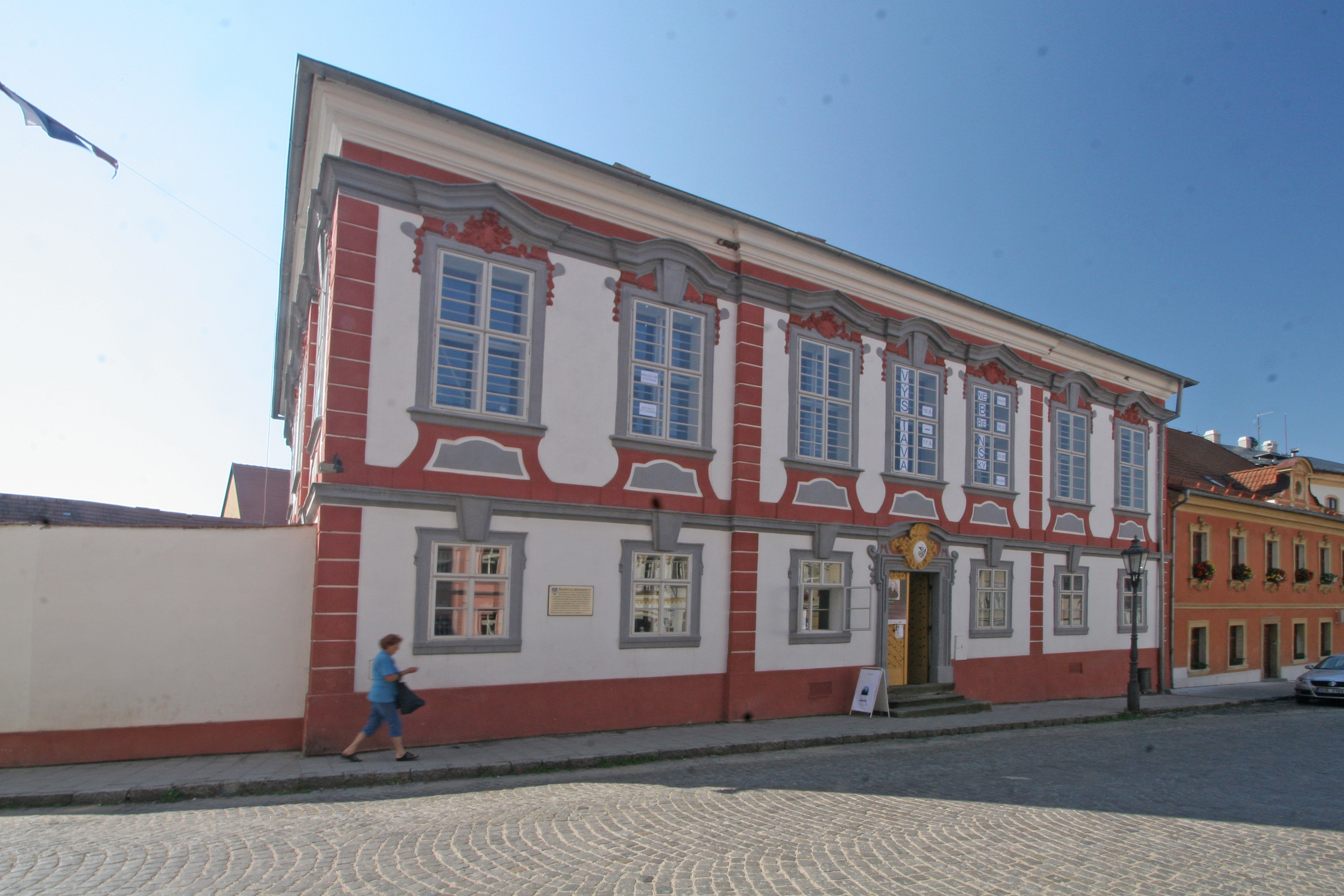
Jesuitenhof

Das historische Stadtzentrum wurde 1980 zum  städtischen Denkmalreservat erklärt.
- Historische Altstadt mit „Vogelhäusern“ (Denkmalschutzreservat)
- Ruine der Helfenburg bei Ostré
- Der Neuländer Kapellenberg bei Ostré (Neuland) hat eine Höhe von 330 m und bietet eine gute Aussicht über das Auschaer Becken bis zum Geltschberg. In der Gegenrichtung ist lediglich der Gipfel des Vlhošť (Willhoscht) sichtbar. Die beiden barocken Kapellen oberhalb einer steinernen Freitreppe, zu denen von Ostré ein Kreuzweg führt, wurden zwischen 1703 und 1707 durch den Leitmeritzer Baumeister Octavio Broggio im Auftrag der Jesuiten zu Liebeschitz erbaut. Nach einer letzten Restaurierung im Jahre 1928 erfolgte in den 1950er Jahren durch Kunstschänder eine Plünderung und Zerstörung der Anlage. Der verwahrloste Kalvarienberg wurde im Jahre 2005 vom wilden Baum- und Strauchbewuchs befreit. Früher fand zum Kreuzfindungsfest am 3. Mai entlang des Kreuzweges eine Wallfahrt statt.

In den Straßen und Gassen der Innenstadt finden zu Ostern und im August sehr sehenswerte und gut besuchte „Altböhmische Jahrmärkte“ statt, auf welchen Handwerker (Keramiker, Korbflechter, Glasbläser, Schmiede, Drechsler, Imker, Putzmacher, Schneider, Gürtler u. ä.) ihre Produkte anbieten.
- Burg Panský dvůr aus dem 14. Jahrhundert
- spätbarocke Kirche St. Peter und Paul (1764–1772)
- Pikart-Turm, der mächtigste und größte Turm der Stadtbefestigung (1428), heute Ausstellungsraum
- Dekanatsgebäude das Pfarrhaus
- Synagoge in der Podskalská ulice und Jüdischer Friedhof
- Giebelhäuser am Marktplatz (Mírové náměstí)
- Jesuitenhof
- Kudlichdenkmal
- Dreifaltigkeitskirche

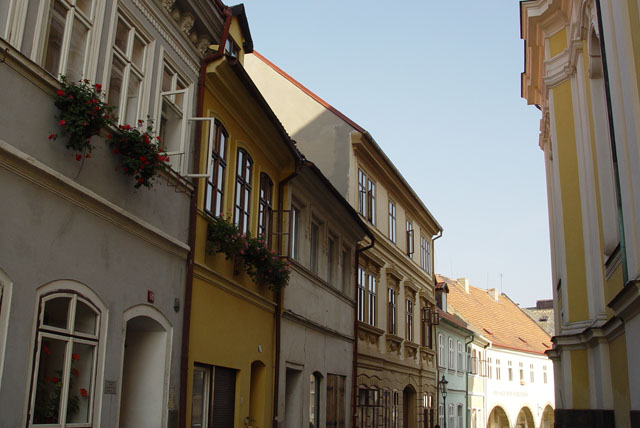
Vogelhäuser
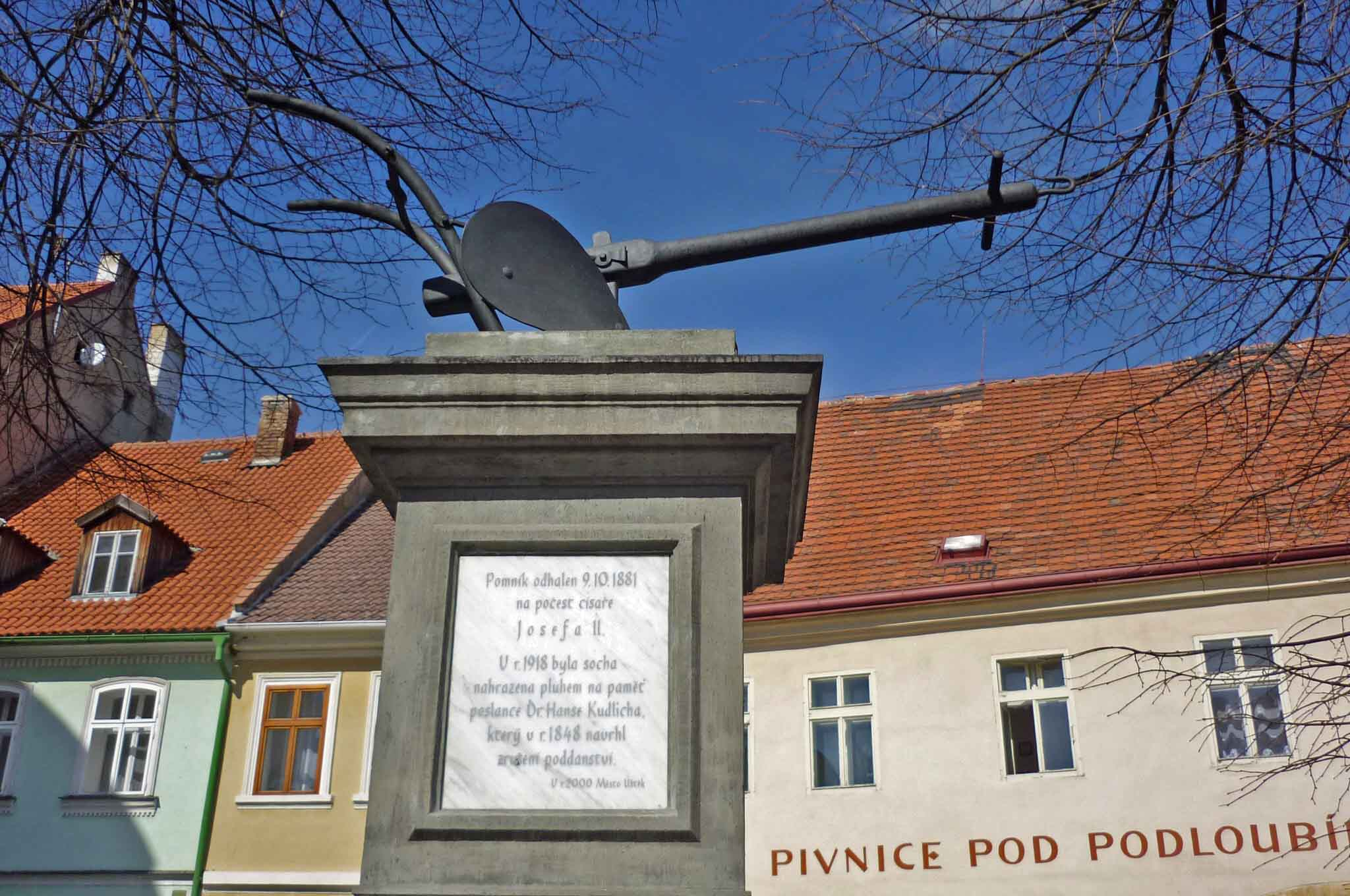
Kudlichdenkmal
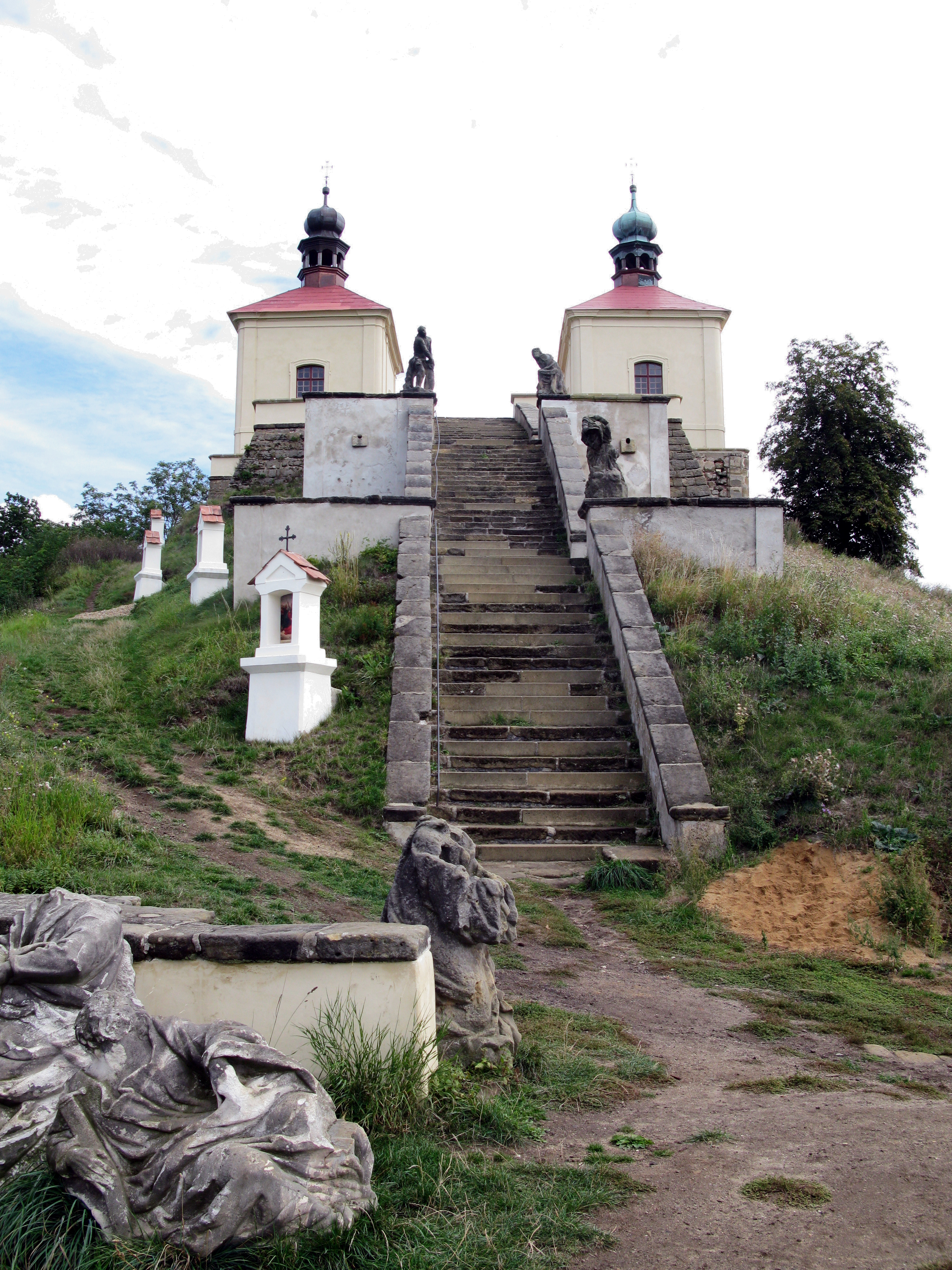
Kapellenberg
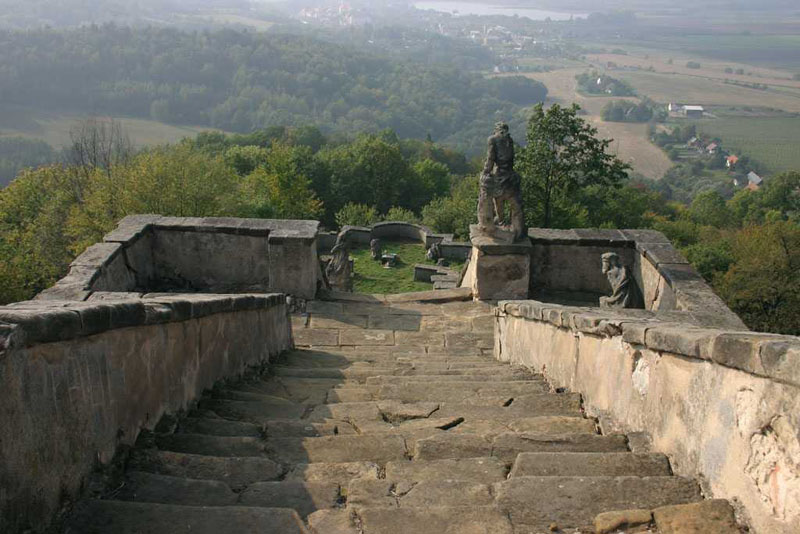
Aussicht vom Kapellenberg
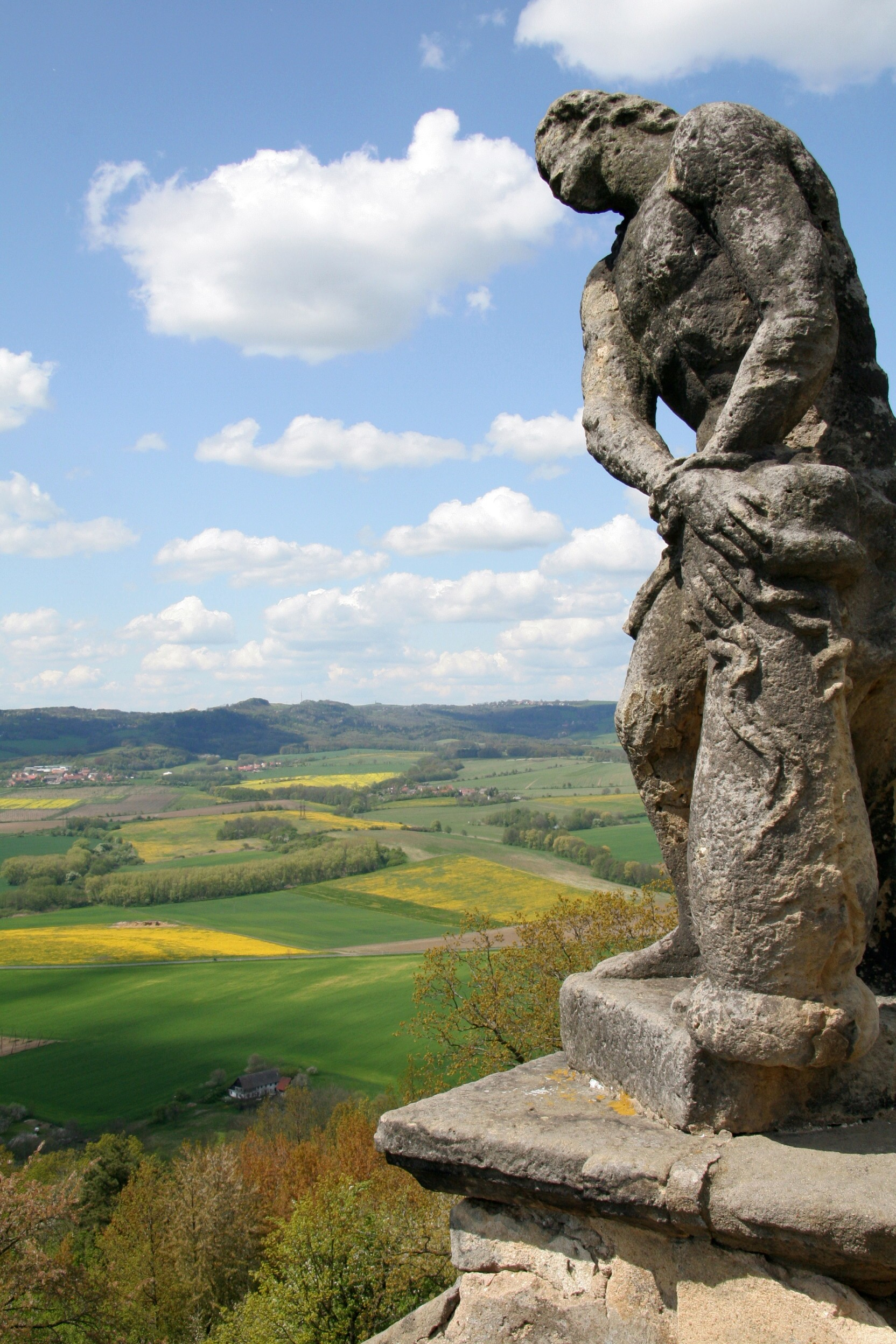
Kapellenberg, Statue
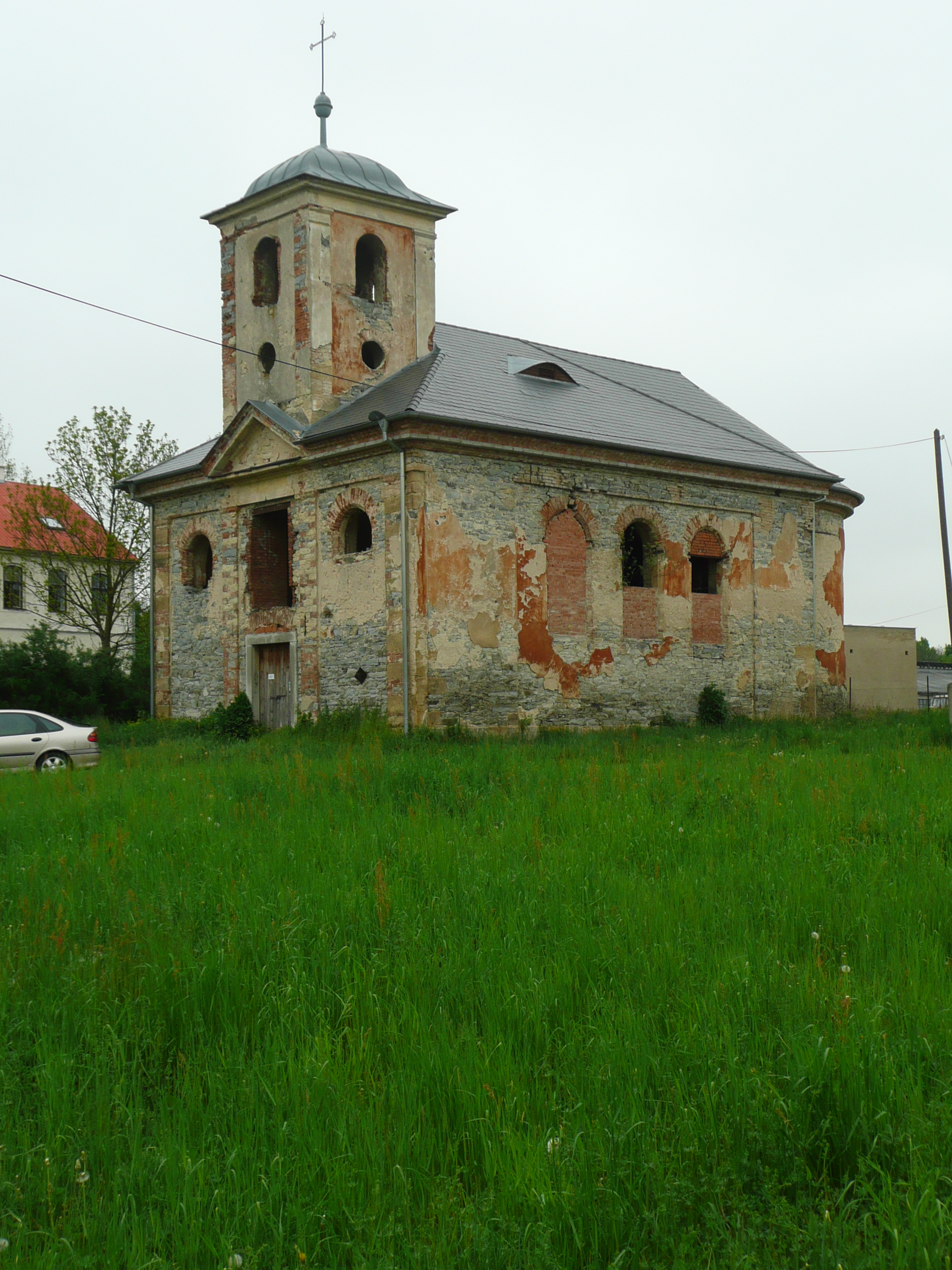
Die evangelische Kirche in Habrina neu eingedeckt

## Söhne und Töchter der Stadt
- Johann Absolon (1747–1810), Musiker
- Ferdinand Klimt (1927–2016), deutscher Sportmediziner und Pädiater
- Dietmar Linke (* 1940), deutscher Chemiker und Professor